# Valérie Garnier
Valérie Garnier (Cholet, 9 gennaio 1965) è un'ex cestista e allenatrice di pallacanestro francese.

## Carriera
Con la Francia ha disputato i Campionati europei del 1989.
Da allenatrice ha guidato la Francia a due edizioni dei Giochi olimpici (Rio de Janeiro 2016, Tokyo 2020), a due edizioni dei Campionati mondiali (2014, 2018) e a quattro dei Campionati europei (2015, 2017, 2019, 2021).